# Елизавета Ангальтская (1545—1574)
Елизавета Ангальтская (нем. Elisabeth von Anhalt; 15 октября 1545, Дессау — 26 сентября 1574, Барби) — аббатиса Гернродского монастыря под именем Елизавета III. Покинула монастырь ради бракосочетания с графом Барбиским.

## Биография
Елизавета — дочь князя Иоганна IV Ангальт-Цербстского и его супруги Маргариты Бранденбургской, дочери курфюрста Иоахима I Бранденбургского.
В 1565 году Елизавета была избрана аббатисой имперского аббатства Святого Кириака в Гернроде. Её попытки улучшить экономическое положение монастыря не увенчались успехом, поэтому в 1570 году она сложила свои полномочия и вышла замуж. В аббатстве её преемницей стала племянница Анна Мария Ангальтская.
19 июля 1570 года в Бернбурге Елизавета вышла замуж за графа Вольфганга II Барбиского и Мюлингенского (1531—1615). Поссорилась с братом Иоахимом Эрнстом из-за аббатства и претензий на Ангальт. Примирение состоялось незадолго до её смерти, Елизавета должна была получить отступные в размере 76 тыс. рейхсталеров. В браке у Елизаветы родился сын Кристоф, который умер в юном возрасте. Елизавета страдала «чахоткой» и была похоронена в Барби.